# Estación (Pantón)
Estación (llamada oficialmente A Estación) es una aldea española situada en la parroquia de Frontón, del municipio de Pantón, en la provincia de Lugo, Galicia.

## Localización
Está situado a 175 m de altitud, junto al río Cabe. 

## Historia
El núcleo se ha desarrollado alrededor de la estación de San Esteban del Sil, situada en la línea de ferrocarril Monforte-Redondela, que cuenta con servicios de media distancia.

## Demografía
| Gráfica de evolución demográfica de Estación entre 2000 y 2019 |
|                                                                |
| Datos según el nomenclátor publicado por el INE.               |